# Alkanna maleolens
Alkanna maleolens là loài thực vật có hoa trong họ Mồ hôi. Loài này được Bornm. mô tả khoa học đầu tiên năm 1906.